# Fort Ross (Nunavut)

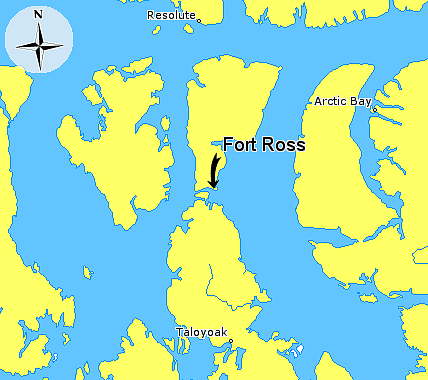
Fort Ross, Somerset Island, Nunavut, Canadá.

Fort Ross es un antiguo y deshabitado puesto de comercio ubicado en la Región Qikiqtaaluk de Nunavut, Canadá. Fue fundado en 1937, siendo el último puesto comercial establecido por la Compañía de la Bahía de Hudson.
Situado en el estrecho de Bellot, en el extremo sureste de la isla Somerset, estuvo en funcionamiento durante solo once años hasta que las duras condiciones del hielo ártico hicieron que su acceso fuera difícil y su sostenimiento poco económico. Esto dejó a la isla deshabitada. La tienda y la casa del exgerente se siguen utilizando como refugios por los cazadores inuit de caribú provenientes de Taloyoak.
En el verano de 2006, el canal de noticias The National de CBC visitó Fort Ross en sus viajes en el rompehielos de la Guardia Costera Louis S. St-Laurent en una serie especial que se centró en el cambio climático.